# Trehörningen (naturreservat, Nordmalings kommun)
Trehörningen är ett naturreservat som ligger i närheten av Brattsbacka, 9 kilometer från Nyåker. Reservatet ligger vid sjön Trehörningen och består av två mindre höjder med gammal granskog och barrblandskog.
Området är gynnsamt för arter som är beroende av gammelskog med döda träd. Typiska arter i reservatet är lunglav, manlav, garnlav och doftskinn.
Reservatet nyttjas som vinterbetesområde av Vapstens sameby.